# Strada statale 119 di Gibellina
La strada statale 119 di Gibellina (SS 119) è una strada statale italiana che collega la città di Alcamo a quella di Castelvetrano. Nonostante la denominazione, la strada non passa per l'attuale centro abitato di Gibellina, ma solo per quel che resta del paese distrutto dal terremoto del Belice del 1968.

## Descrizione
Il chilometro zero della strada statale 119 di Gibellina è posto all'interno dell'abitato di Alcamo, in piazza Ugo De Carolis, dove incrociava il tracciato storico della strada statale 113 Settentrionale Sicula prima della costruzione della variante a nord dell'abitato di Alcamo. Da Alcamo la strada punta verso sud, correndo parallela all'Autostrada Palermo-Mazara del Vallo. Mentre l'autostrada segue la valle del Fiume Freddo, la statale 119 sale sui monti di Gibellina, e attraversava il centro abitato di Gibellina prima che questo venisse trasferito in seguito al terremoto del Belice del 1968. Dalla vecchia Gibellina la strada scende verso Santa Ninfa, condividendo un breve tratto del tracciato con la strada statale 188 Centro Occidentale Sicula fino al bivio per Partanna. Da qui, nuovamente parallela all'Autostrada A29, la strada giunge a Castelvetrano, dove all'interno dell'abitato si innesta con la strada statale 115 Sud Occidentale Sicula.

### Tabella percorso
| di Gibellina |                                                                 |      |           |
| Tipo         | Indicazione                                                     | ↓km↓ | Provincia |
|              | Alcamo                                                          | 0,0  | TP        |
|              | Variante di Alcamo (in progetto)                                | 1,3  | TP        |
|              | per Calatafimi Segesta                                          | 5,5  | TP        |
|              | per Sirignano                                                   | 12,9 | PA        |
|              | per Camporeale                                                  | 15,7 | PA        |
|              | per Palermo-Mazara del Vallo (svincolo di Gallitello)           | 15,9 | PA        |
|              | per Calatafimi Segesta, Gibellina                               | 22,1 | TP        |
|              | Ruderi di Gibellina Cretto di Burri per Salaparuta, Poggioreale | 30,8 | TP        |
|              | C.da Rampinzieri bis per Partanna                               | 37,1 | TP        |
|              | Santa Ninfa Centro Occidentale Sicula                           | 42,4 | TP        |
|              | Centro Occidentale Sicula                                       | 44,0 | TP        |
|              | Asse del Belice                                                 | 45,3 | TP        |
|              | Palermo-Mazara del Vallo (Svincolo di Santa Ninfa)              | 47,7 | TP        |
|              | Castelvetrano Sud Occidentale Sicula                            | 56,1 | TP        |

## Lavori e progetti
È prevista, per gli anni 2020, la realizzazione di un collegamento tra la strada statale 119 e la strada statale 113 Settentrionale Sicula, da realizzarsi immediatamente ad ovest dell'abitato di Alcamo, per l'estesa di circa un chilometro, ristabilendo così la connessione diretta tra le due strade statali, che in origine si aveva nel centro urbano di Alcamo.